# الکس هاید-وایت
الکس هاید-وایت (انگلیسی: Alex Hyde-White؛ زادهٔ ۳۰ ژانویهٔ ۱۹۵۹) هنرپیشه اهل انگلستان است.
از فیلم‌ها یا برنامه‌های تلویزیونی که وی در آن نقش داشته‌است می‌توان به ایندیانا جونز و آخرین جنگ صلیبی، ذهن‌های مجرم، زن زیبا، اگه می‌تونی منو بگیر، شبح اپرا، مأموران شیلد، اسباب‌بازی، ایشتار و در فیلم اکران نشده چهار شگفت‌انگیز اشاره کرد.